# 迪奇
51°15′19″N 33°51′9″E / 51.25528°N 33.85250°E
迪奇（烏克蘭語：Дич）是位於烏克蘭東北部的村莊，由蘇梅州科諾托普區的布倫市鎮負責管轄。該村處於謝伊姆河左岸，分別距離紅斯洛博達1公里和斯庫諾索韋3.5公里，2001年人口265。